# Ana Carolina Faria
Ana Carolina Faria de Souza (28 de abril de 1992) es una deportista brasileña que compite en taekwondo. Ganó una medalla de bronce en el Campeonato Panamericano de Taekwondo de 2014 en la categoría de –73 kg.

## Palmarés internacional
| Campeonato Panamericano | Campeonato Panamericano | Campeonato Panamericano | Campeonato Panamericano |
| Año                     | Lugar                   | Medalla                 | Categoría               |
| ----------------------- | ----------------------- | ----------------------- | ----------------------- |
| 2014                    | Aguascalientes (México) | Medalla de bronce       | –73 kg                  |